# Adam Stefan Sapieha
Princ Adam Stefan Stanisław Bonfatiusz Józef Sapieha, poljski rimskokatoliški duhovnik, škof in kardinal, * 14. maj 1867, Krasiczyn, † 21. julij 1951, Krakov.

## Življenjepis
1. oktobra 1893 je prejel duhovniško posvečenje. 
24. novembra 1911 je bil imenovan za škofa Krakova in 17. decembra istega leta je prejel škofovsko posvečenje.
Leta 1925 je bila škofija Krakov povzdignjena v nadškofijo Krakov in Adam Sapieha je postal njen prvi nadškof.
18. februarja 1946 je bil povzdignjen v kardinala in imenovan za kardinal-duhovnika S. Maria Nuova.
Leta 1946 je posvetil Karola Wojtyło za duhovnika.
Umrl je 21. julija 1951.